# Miss Internacional 1996
Miss Internacional 1996 fue la 36.ª edición de Miss Internacional, cuya final se llevó a cabo en el recinto Kanazawa Kagekiza, en la ciudad de Kanazawa, Japón el 26 de octubre de 1996. Candidatas de 48 países y territorios compitieron por el título. Al final del evento Anne Lena Hansen, Miss Internacional 1995 de Noruega coronó a Fernanda Alves de Portugal como su sucesora.

## Resultados
| Resultados finales      | Concursante |
| ----------------------- | --- |
| Miss Internacional 1996 | - Portugal - Fernanda Alves |
| 1.ª Finalista           | - Túnez - Ibticem Lahmar |
| 2.ª Finalista           | - Colombia - Claudia Mendoza Lemus |
| Semifinalistas (Top 15) | - Australia - Kylie Watson - Bolivia - Elka Pacheco - Corea - Kim Jung-hwa - España - Rosa Casado - Filipinas - Yedda Mendoza - Grecia - Rania Likoudi - Japón - Akiko Sugano - Noruega - Eva Stenset - Nueva Caledonia - Tania Chitty - Turquía - Gokce Yanardag - Ucrania - Nataliya Kozitskaya - Venezuela - Carla Steinkopf |

### Premios Especiales
- Miss Simpatía:  Marianas del Norte - Kathleen Williams
- Miss Fotogénica:  Corea - Kim Jung-hwa
- Traje Nacional:  Colombia - Claudia Mendoza Lemus

## Relevancia histórica del Miss Internacional 1996
- Portugal gana Miss Internacional por primera vez.
- Túnez obtiene el puesto de Primera Finalista por primera vez.
- Colombia obtiene el puesto de Segunda Finalista por primera vez.
- Bolivia, Colombia, Corea, España, Filipinas, Grecia, Japón, Noruega, Turquía y Venezuela repiten clasificación a semifinales.
- Colombia y Corea clasifican por sexto año consecutivo.
- Venezuela clasifica por quinto año consecutivo.
- Japón clasifica por cuarto año consecutivo.
- España, Filipinas y Grecia clasifican por tercer año consecutivo.
- Bolivia, Noruega y Turquía clasifican por segundo año consecutivo.
- Australia y Ucrania clasificaron por última vez en 1993.
- Portugal clasificó por última vez en 1984.
- Nueva Caledonia y Túnez clasifican por primera vez en la historia del concurso y apuntan su clasificación más alta hasta la fecha.
- De Europa entraron seis representantes a la ronda de cuartos de final, transformándose este en el continente con más semifinalistas; no obstante, solo Portugal llegó a la final.

## Candidatas
48 candidatas de todo el mundo participaron en este certamen:
| - Alemania - Andrea Walaschewski - Argentina - Maria Xenia Bordón - Aruba - Julisa Marie Lampe - Australia - Kylie Ann Watson - Bélgica - Barbara Van der Beken - Bolivia - Elka Grothenhorst Pacheco - Brasil - Ana Carina Góis Homa - Chile - Alexandra De Granade Errázuriz - Colombia - Claudia Inés de Torcoroma Mendoza Lemus - Corea - Kim Jung-hwa - España - Rosa Maria Casado Teixidor - Estados Unidos - Maya Yadira Kashak - Filipinas - Yedda Marie Mendoza Kittilsvedt - Finlandia - Ulrika Therese Wester - Fiyi - Ranjani Roshini Dayal - Francia - Nancy Cornelia Delettrez - Gran Bretaña - Shauna Marie Gunn - Grecia - Rania Likoudi - Guatemala - Karla Hannelore Beteta Forkel - Hawái - Kam Au - Holanda - Leonie Maria Boon - Hong Kong - Fiona Yuen Choi-Wan - India - Fleur Dominique Xavier - Islandia - Audur Geirsdóttir | - Israel - Ann Konopny - Japón - Akiko Sugano - Luxemburgo - Christiane Lorent - Macedonia del Norte - Aleksandra Petko Petrovska - Malta - Mary Farrugia - Marianas del Norte - Kathleen Williams - Noruega - Eva-Charlotte Stenset - Nueva Caledonia - Tania Lise Chitty - Panamá - Betzy Janethe Achurra - Paraguay - Claudia Rocío Melgarejo - Polonia - Monika Marta Adamek - Portugal - Fernanda Alves - Puerto Rico - Lydia Guzmán López - República Checa - Zdenka Zadrazilová - República Dominicana - Sandra Natasha Abreu Matusevicius - República Eslovaca - Martina Jajcayová - Rusia - Yuliya Vladimirovna Ermolenko - Singapur - Carel Siok Liang Low - Togo - Amanda Adama Bawa - Túnez - Ibticem Lahmar - Turquía - Gokce Yanardag - Ucrania - Nataliya Vasilievna Kozitskaya - Venezuela - Carla Andreína Steinkopf Struve - Vietnam - Pham Anh Phuong |

### No concretaron su participación
- El Salvador - Priscilla Ruiz
- México - Sandra Sosa Nasta no concretó su participación por problemas internos con la coordinación nacional de Señorita México.

## Crossovers
Miss Universo
- 1996:  Guatemala - Karla Beteta
- 1996:  República Dominicana - Sandra Abreu

Miss Mundo
- 1994:  Ucrania - Nataliya Kozitskaya
- 1995:  Gran Bretaña - Shauna Gunn

Miss Europa
- 1996:  Luxemburgo - Christiane Lorent
- 1997:  Macedonia del Norte - Aleksandra Petrovska